# Velvyslanectví Bosny a Hercegoviny v Praze
Velvyslanectví Bosny a Hercegoviny v Praze (bosensky Ambasada Bosne i Hercegovine u Pragu) je zastupitelský úřad Bosny a Hercegoviny v České republice. Sídlí v budově na adrese Opletalova 27 na Novém Městě v Praze, nedaleko městského hlavního nádraží. 

## Historie
Po rozpadu Jugoslávie začátkem 90. let 20. století Česká republika uznala dne 8. února 1993 nezávislost Bosny a Hercegoviny. Bosenské velvyslanectví v Praze bylo pak otevřeno v říjnu 2005. Z důvodu absence zastupitelského úřadu na Slovensku pokrývá pražská ambasáda i tuto sousední zemi. 

## Služby
Mezi hlavní poskytované služby úřadu patří konzulární pomoc občanům Bosny a Hercegoviny, vydávání cestovních pasů a cestovních dokladů, udělování víz a posilování ekonomické spolupráce obou zemí
Okolo roku 2016 se ambasáda skládala z pěti zaměstnanců: velvyslance, prvního tajemníka, konzulárního pracovníka, řidiče a technického sekretáře.